# Первый московский образовательный комплекс
Пе́рвый Моско́вский образова́тельный ко́мплекс (открытый на базе Технологического колледжа № 14) — государственное бюджетное профессиональное учреждение, в состав которого входят: Технологический колледж № 14, Техникум художественных ремёсел № 59, Московский художественно-педагогический колледж технологий и дизайна, Колледж предпринимательства № 15, средняя общеобразовательная школа с углублённым изучением английского языка № 1380 и средняя общеобразовательная школа № 274.

## Реорганизация
С 2015 г. в СВАО г. Москвы создаётся образовательный комплекс, в состав которого вошли: Технологический колледж № 14, Техникум художественных ремесел № 59, Московский художественно-педагогический колледж технологий и дизайна, Колледж предпринимательства № 15, средние  общеобразовательные школы № 274 и 1380 (приказ Департамента образования города Москвы № 307 от 05 июля 2013 года. "О реорганизации государственных образовательных учреждений ДО, подведомственных Департаменту образования города Москвы").

## История
Технологический колледж № 14 был создан в 2006г. в результате слияния трех образовательных учреждений, каждое из которых имеет свою историю и традиции.

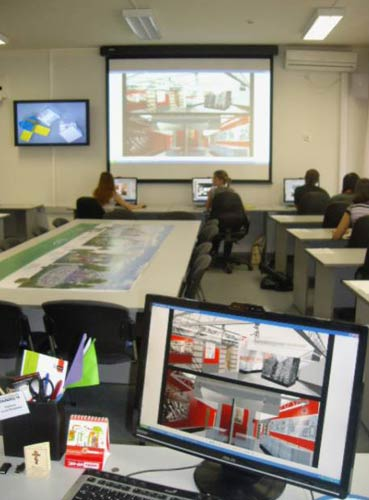
Лаборатория рекламного продукта

Учебное заведение начального профессионального образования, ставшее сегодня частью факультета Экономики, было создано в 1963 году. Тогда на базе старейшего универмага Москвы ЦУМа было образовано Торговое училище № 3, которое располагалось в филиале ЦУМа — Петровском пассаже. А уже через два года (1965) училище стало самостоятельным торговым учебным заведением при главном управлении торговли города Москвы.
Без малого пятьдесят лет, с 1957 года, Профессиональное училище № 8 готовило главных представителей общественного питания — поваров и кондитеров, сегодня в колледже этот факультет называется ресторанный бизнес.
В качестве ядра Технологического колледжа № 14 выступил колледж № 309. Это образовательное учреждение возникло в 1974 году как швейное профессиональное училище при базовом предприятии «Смена».

## Специальности

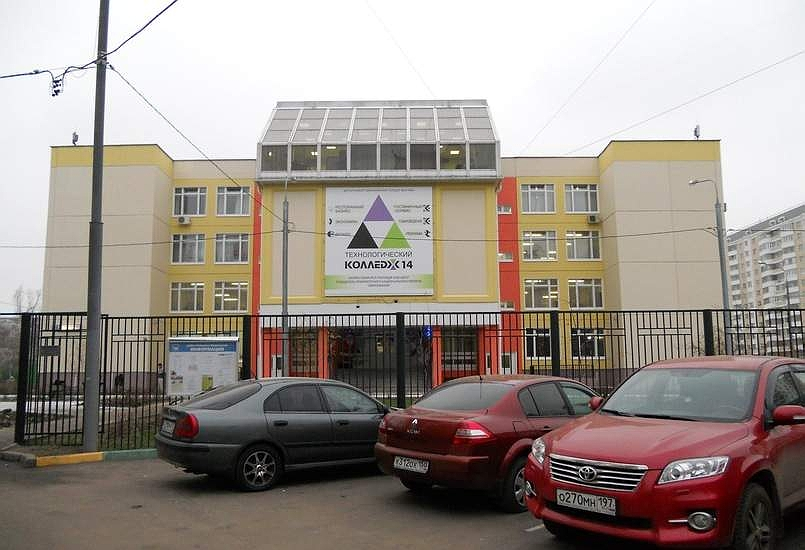
Подразделение факультета «Реклама: ул. Тихомирова д.10 корп.1.

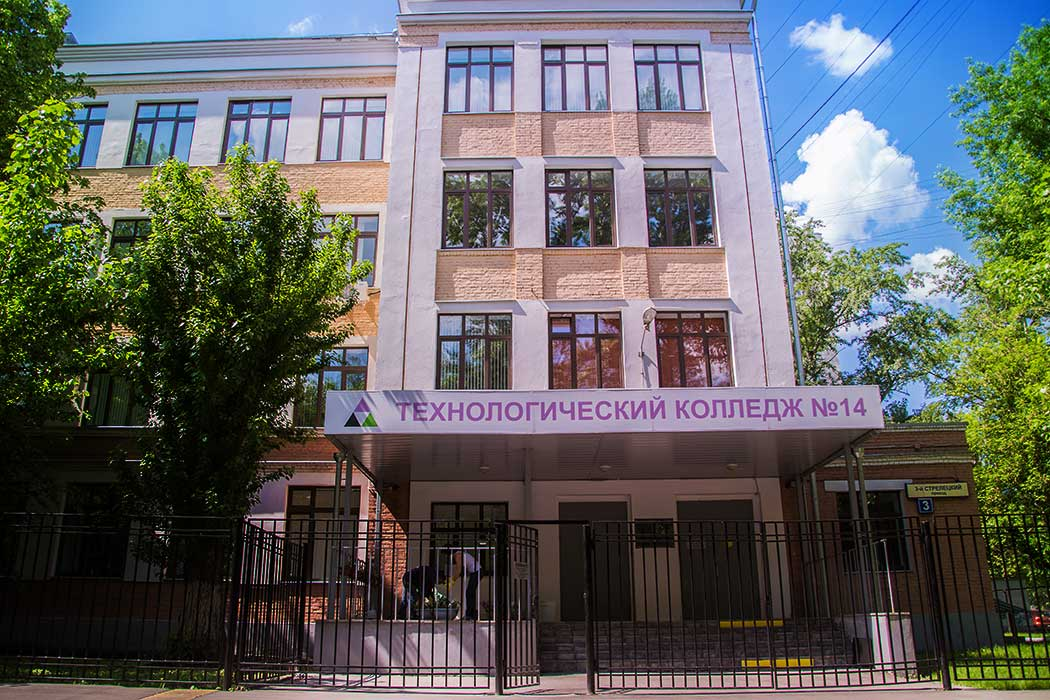
Подразделение факультета «Прикладня эстетика»: ул. 3-й Стрелецкий проезд, д.3.

- Специальность «Реклама»

Квалификация: Специалист по рекламе
- Специальность: «Дизайн»

Квалификация: Дизайнер
- Специальность: «Конструирование, моделирование и технология швейных изделий»

Квалификация: Конструктор-модельер
- Специальность: «Экономика и бухгалтерский учет»

Квалификация: Бухгалтер-экономист
- Специальность: «Гостиничный сервис»

Квалификация: Менеджер
- Специальность: «Земельно-имущественные отношения»

Квалификация: Специалист по земельно-имущественным отношениям
- Специальность: «Операционная деятельность в логистике»

Квалификация: Логист
- Специальность: «Технология продукции общественного питания»

Квалификация: Технолог СПО, Повар, кондитер

- Специальность: «Информационные системы» (по отраслям)

Квалификация Техник по компьютерным системам (Базовый уровень)
- Специальность: «Парикмахерское искусство»

Квалификация: Модельер-художник
- Специальность: «Прикладная эстетика»

Квалификация: Технолог-эстетист
- Специальность: «Стилистика и искусство визажа»

Квалификация: Визажист-стилист 
- Специальность: «Декоративно-прикладное искусство и народные промыслы с углубленной подготовкой» по видам:

- Художественная роспись по дереву;
- Художественная роспись по металлу;
- Лаковая миниатюрная живопись;
- Художественная обработка дерева (мозаика, резьба и изготовление художественных изделий из дерева)

Квалификация: Художник-мастер, преподаватель
- Специальность: «Живопись с углубленной подготовкой» по видам:

- Станковая живопись

Квалификация: Художник-живописец, преподаватель
- Профессия: «Киномеханик»
- Квалификация Киномеханик

- Профессия: «Изготовитель художественных изделий из металла»
- Квалификация: Изготовитель художественных изделий из металла, чеканщик художественных изделий
- Профессия: «Художник миниатюрной живописи»
- Квалификация Художник миниатюрной живописи 

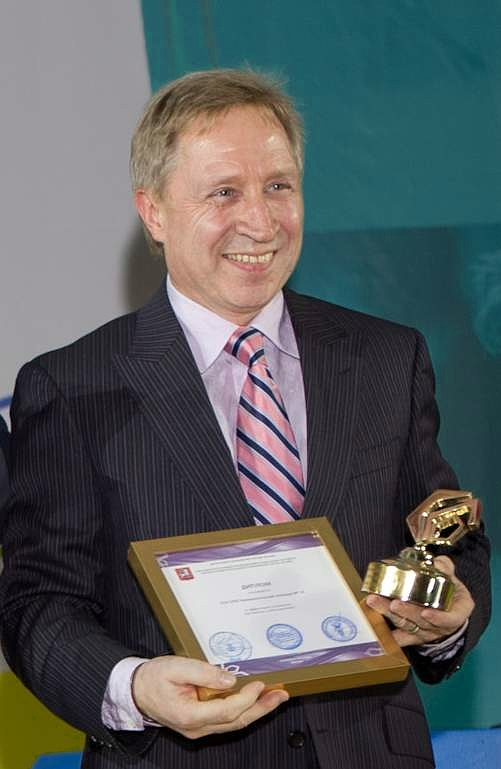
Директор Технологического колледжа № 14, Заслуженный учитель России, кандидат педагогических наук, отличник профессионального образования РСФСР Юрий Дмитриевич Мироненко

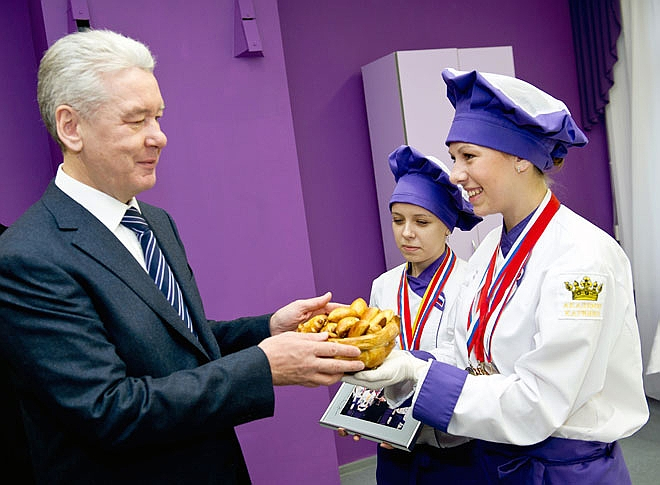
Мэр Москвы Сергей Собянин со студентами факультета Ресторанный бизнес

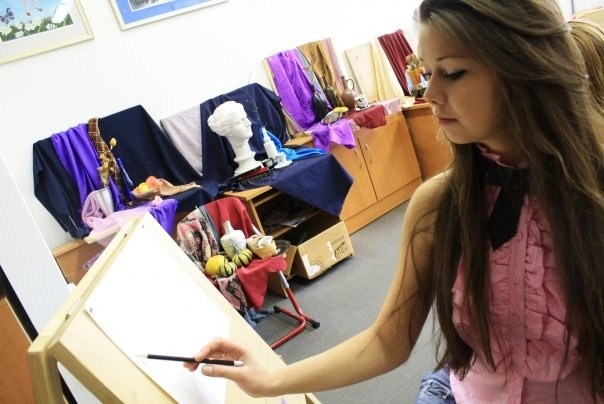
Кабинет живописи

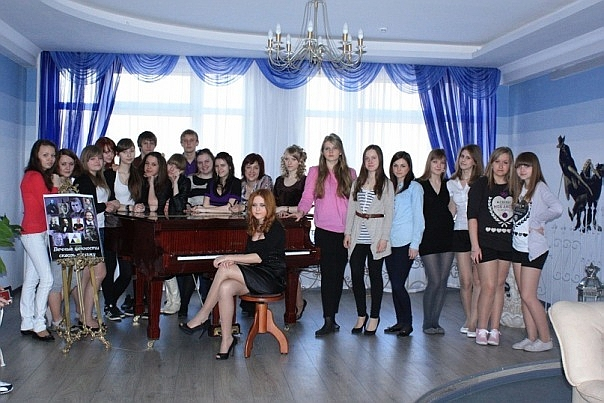
Инновационное фойе библиотеки колледжа «Литературная гостиная»

## Лучший колледж Москвы 2011 года
12 апреля 2011 Научно-исследовательский институт развития профессионального образования Департамента образования Москвы опубликовал на своём официальном сайте проект исследования, по результатам которого определил 35 лучших колледжей Москвы. Список лучших возглавил Технологический колледж № 14.
В ноябре 2011 года решением правительства Москвы Технологический колледж № 14 избран Лауреатом Гранта Мэра Москвы в сфере образования, за высокие достижения в создании развивающей творческой социокультурной среды для обучающихся, воспитанников и студентов по итогам 2011—2012, 2012—2013, 2013—2014 учебных годов.

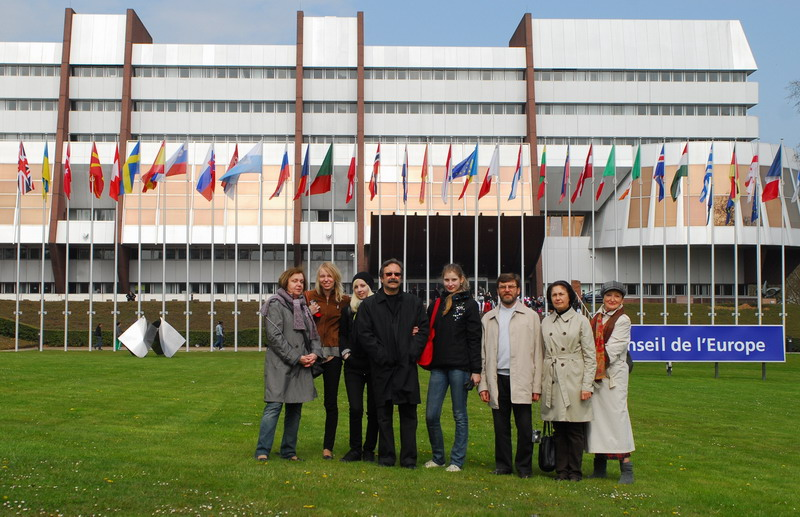
Студенты и преподаватели Технологического колледжа № 14 у здания Европарламента в Страсбурге

С 2014 года Первый Московский Образовательный Комплекс начал активную подготовку к реализации программы Международного Бакалавриата в старших классах.

## Колледж будущего

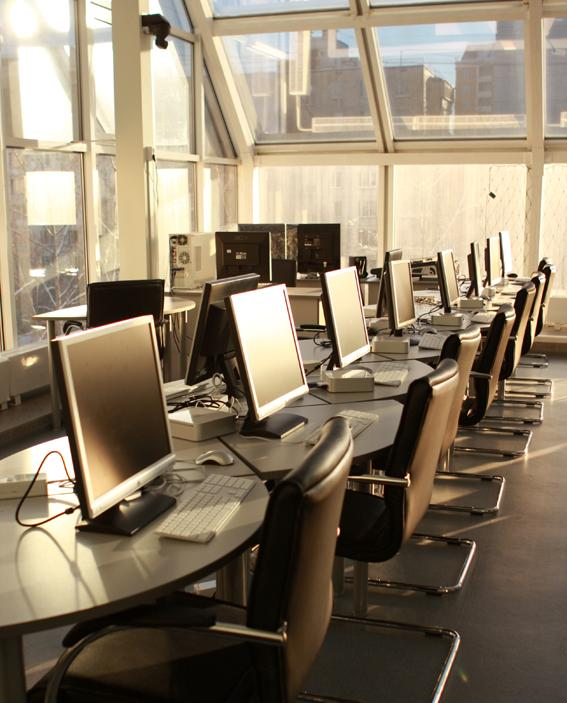
Белый мультимедийный зал

До реорганизации Первый Московский Образовательный Комплекс входил в число  3-х российских колледжей, которые имели статус «Колледж будущего». В связи с чем и по сей день девиз колледжа звучит как «Будущее начинается здесь!».
24 ноября 2009 года Директор колледжа Юрий Мироненко в интервью[значимость факта?] радиостанции «Эхо Москвы» раскрыл сущность данного девиза таким образом:

В первую очередь это создание образовательной среды, в которой будет комфортно и педагогу, и студенту. Будь то он с ограниченными возможностями здоровья или обычный студент. Или это просто пришёл специалист с предприятия, и мы осуществляем переобучение. То есть образовательная среда, в которой будет комфортно всем. Где созданы ресурсы, которые отвечают велению времени, которые приближены к реальному производству, к реальным партнерам, с которыми мы работаем. И, конечно же, кадры. Кадры, которые делают из студентов прекрасных специалистов.